# Folkfuck Folie
Folkfuck folie es el segundo álbum de la banda francesa de black metal Peste Noire. Contiene, en particular, los cuatro primeros títulos del EP Lorraine rehearsal, reelaborados y regrabados.
El álbum retoma algunos de los ingredientes del anterior, La Sanie des siècle - Panegyric of degeneration : guitarra rítmica con un sonido crudo de black metal, partes acústicas tocadas en guitarra acústica. Sin embargo, las melodías se acercan más al punk y la calidad general del sonido es más sucia.
Las letras incorporan elementos autobiográficos (de la vida del líder del grupo, Famine), con los temas principales del triunfo del cuerpo sobre los tormentos de la mente, la barbarie primigenia, la poesía bélica, la transmisión de ETS o incluso el desorden . mental simbolizado por un extracto sonoro del poeta Antonin Artaud, durante uno de sus períodos de demencia, utilizado como introducción al título “Folkfuck folie”. La mitad de las letras fueron escritas por Famine ; la otra mitad proviene de varios autores medievales, en particular Guillaume de Machaut y Gautier de Coincy, con el objetivo de ilustrar un paralelo entre el apocalipsis medieval y el catastrofismo moderno. Estos temas ya fueron abordados en La Sanie des siècles-Panégyrique de la dégénerescence, aunque con una connotación más propiamente medieval y una versificación menos irregular.
El propio Famine describe este álbum como " folklore de alcantarillado. Él dice que está tratando de producir música aún más "sucia" y perturbada que antes, y lo agregará más adelante en una entrevista. :

el sonido de guitarra de Folkfuck folie es solo el resultado de una apuesta con un amigo, la de hacer el sonido lo más parasitario e insostenible posible, para que la capacidad de escucha del disco no supere los dos títulos. Apoyando este álbum en su totalidad está la enfermedad mental.

Si la última frase de esta cita viene de una ironía de la que es habitual Famine, Folkfuck Folie sigue siendo un disco de difícil acceso: desestructurado, violento, agresivo, y al mismo tiempo lo suficientemente pegadizo como para retener al oyente, con una influencia medieval aún marcada. FFF muestra un Peste Noire siempre atravesada por una vaga sensibilidad pop, tratada a través de una producción muy descuidada. Los riffs de guitarra siguen siendo variados, a veces claros, a veces gruesos y masivos, a veces al mismo tiempo y, a menudo, en la misma canción. Se escuchan melodías cristalinas, casi delicadas, y en otros momentos difíciles de discernir con claridad, riffs muy densos, tipo mathcore.
No se mencionan derechos de autor, ni en el CD, ni en el libreto o en la caja del álbum.
Una versión en vinilo, coproducida por los sellos Northern Heritage y De Profundis, fue lanzada en abril de 2010. Incluye una larga entrevista de Famine de 2007.

## Lista de canciones
| N.º   | Título                                      | Duración |  |
| 1.    | «L'envol du grabataire (ode à Famine)»      | 3:42     |  |
| 2.    | «Chute pour une culbute»                    | 3:36     |  |
| 3.    | «La Fin del secle»                          | 4:51     |  |
| 4.    | «D'un vilain»                               | 2:46     |  |
| 5.    | «Condamné à la pondaison (Légende funèbre)» | 7:18     |  |
| 6.    | «La Césarienne»                             | 3:22     |  |
| 7.    | «Maleiçon»                                  | 6:10     |  |
| 8.    | «Amour ne m'amoit ne je li»                 | 3:04     |  |
| 9.    | «Psaume IV»                                 | 2:57     |  |
| 10.   | «Extrait radiophonique d'Antonin Artaud»    | 0:57     |  |
| 11.   | «Folkfuck Folie»                            | 4:38     |  |
| 12.   | «Paysage mauvais» (Tristan Corbière)        | 5:01     |  |
| 48:22 |                                             |          |  |

## Miembros del grupo
- La Sale Famine de Valfunde : guitarras, voz, bajo
- Indria : bajo
- Winterhalter : batería

### Miembro de sesión
- Neige : una de las dos guitarras rítmicas y voz del título "La Césarienne". Esta es su única participación en este disco.

## Anexo